# Molí de Puigtinyós
El Molí de Puigtinyós és un edifici del municipi de Montferri (Alt Camp) inclòs en l'Inventari del Patrimoni Arquitectònic de Catalunya.

## Descripció
Molí fariner amb habitacle adossat i amb construccions posteriors. La porta d'accés al molí és adovellada amb arc de mig punt i al seu interior s'hi pot admirar una esplèndida volta de canó.